# Felixstowe
Felixstowe es una localidad inglesa del condado de Suffolk, en el Reino Unido. Ubicada junto al mar del Norte, da nombre al conocido puerto de Felixstowe, el puerto de contenedores más importante del país. Se localiza en las cercanías del estuario del río Orwell y del río Stour.

## Historia
La localidad ya existía desde antes de la conquista normanda de Inglaterra. Desde la era romana de Britania, hasta la época medieval, el poblado de Walton, que desde el siglo XIX, está unido a Felixstowe, ha existido por mucho más tiempo que este último ya que Walton es mencionado en el Libro Domesday.
El nombre de la ciudad se cree que se origina de san Félix, el monje borgoñón que llevó el cristianismo a la región actual de Inglaterra en el siglo VII. Existe cierta controversia sobre esto, aunque en el siglo XI la ciudad tenía un convento dedicado a san Félix. Otros historiadores dan crédito a la teoría de que el nombre deriva de Fylthestowe, por lo que parte de la zona este de la ciudad fue conocida durante el siglo XIV.
La ciudad se convirtió en un importante puerto durante finales del siglo XIX. Además de la navegación en la ciudad, el turismo aumentó, y un muelle fue construido en 1905 que todavía está en buen funcionamiento en la actualidad. Durante finales de la época victoriana (alrededor de 1880), el pueblo se convirtió en un lugar de moda, una tendencia iniciada por la apertura de la estación de tren de Felixstowe,la apertura del muelle, y la visita de la familia imperial alemana. Se mantuvo así hasta finales de la década de 1930. En 1953, 48 personas murieron en el pueblo, debido a la inundación del mar del Norte.

## Puerto de Felixstowe

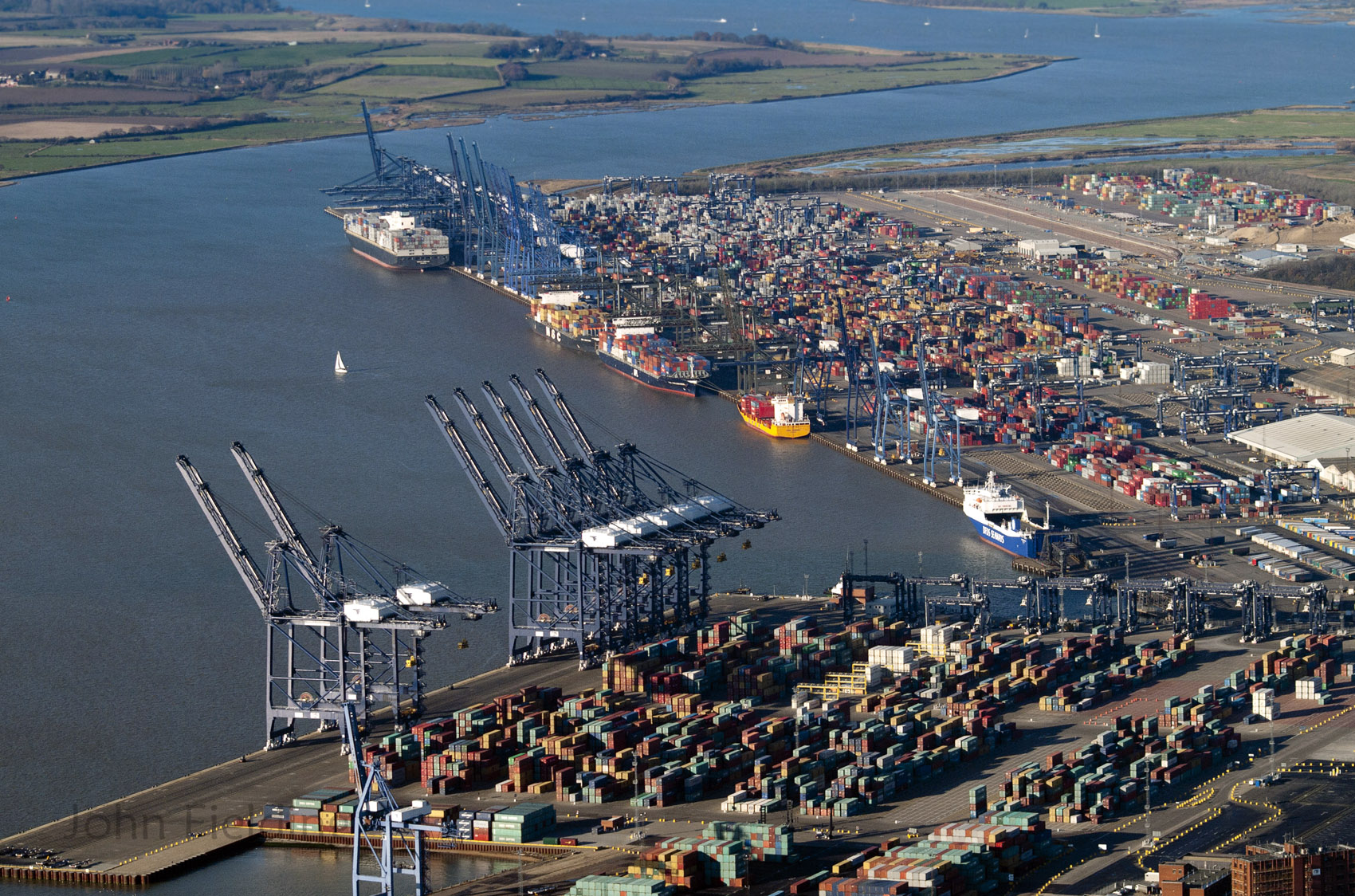
Vista del puerto de Felixstowe, el puerto de contenedores más importante de todo el país

Es el puerto contenedor más grande e importante del Reino Unido, también es uno de los más modernos y equipados del país, además, es considerado como el mejor puerto contenedor de Europa. El puerto es propiedad de la empresa Hutchinson Whampoa Ltd.
El puerto tiene su propia autoridad de policía, que actualmente también tiene jurisdicción sobre el área local del puerto, junto con la Policía Portuaria. También tienen su propia ambulancia conjunta y servicio de bomberos. Una de las ambulancias del puerto, con distintivo de llamada "Alpha 1", también puede salir del puerto para asistir en emergencias en Felixstowe.